# Mania Velichia
Albums de Ария
С Кем Ты?
Mania Velitchia (en russe : Мания Величия, qui signifie « Mégalomanie ») est le premier album du groupe russe Aria (Ария). Il est paru pour la première fois en 1985 en auto-production, puis reparu en 1994 chez Moroz Record. La chanson "Мания величия" est la plus courte du répertoire de ce groupe.

## Liste des titres
| N° | Titre             | Translittération GOST 7.79 System B | Traduction                     | Parolier      | Durée |
| -- | ----------------- | ----------------------------------- | ------------------------------ | ------------- | ----- |
| 1  | Это рок           | E`to Rok                            | C'est le destin                | Elin          | 5:54  |
| 2  | Тореро            | Torero                              | Torero                         | Pushkina      | 5:29  |
| 3  | Волонтёр          | Volontyor                           | Bénévole                       | Elin          | 8:24  |
| 4  | Бивни черных скал | Bivni Chyornykh Skal                | Les Défenses des Rochers Noirs | Elin          | 4:51  |
| 5  | Мания величия     | Maniya Velichiya                    | Mégalomanie                    | Instrumentale | 1:49  |
| 6  | Жизнь задаром     | Zhizn` Zadrom                       | Vie Gratuite                   | Elin          | 4:19  |
| 7  | Мечты             | Mechty                              | Rêves                          | Elin          | 5:16  |
| 8  | Позади Америка    | Pozadi Amerika                      | L'Amérique est derrière        | Elin          | 5:14  |

## Membres initiaux du groupe
- Valerij Kipelov - Chant
- Vladimir Kholstinin - Guitare
- Alik Granovskij - Basse
- Aleksandr L'vov - Batterie
- Kirill Pokrovskij - Clavier